# Carlo Emmanuele Pio
Carlo Emmanuele Pio di Savoia (né le 5 janvier 1585 à Ferrare et mort le 1er juin 1641 à Rome) est un cardinal italien du début du XVIIe siècle. Il est l'oncle du cardinal Carlo Pio, iuniore (1654).

## Biographie
Le pape Clément VIII le crée cardinal lors du consistoire du 9 juin 1604. Il est nommé légat apostolique dans les Marches en 1621, est cardinal proto-diacre en 1623, cardinal proto-prêtre en 1626, sous-doyen et doyen du Collège des cardinaux à partir de 1639.
Le cardinal Pio participe aux deux conclaves de 1605 (élection de Léon XI et de Paul V), au conclave de 1621 (élection de Grégoire XV) et à celui de 1623 (élection d'Urbain VIII).